# Ambrodiscus
Ambrodiscus är ett släkte av svampar. Ambrodiscus ingår i ordningen disksvampar, klassen Leotiomycetes, divisionen sporsäcksvampar och riket svampar.